# アクアプロモーション

株式会社アクアプロモーションは、東京都品川区にある芸能事務所である。

## 沿革
- 1989年4月1日　  千代田区に「有限会社アクアプロモーション」の社名で発足。
- 1991年12月13日「株式会社アクアプロモーション」に。
- 2007年12月27日 港区赤坂に移転。
- 2017年2月27日 港区南麻布に移転。
- 2019年11月27日 品川区上大崎に移転。

## 歴史
- 1988年 - 小林千絵所属
- 1991年
  - 椎名亜希子所属
  - 中条春香所属
- 1992年 - 羽賀たみこ所属
- 1994年
  - 鈴田江美所属
  - 森田真美所属
- 1995年 - 加藤博一所属
- 1996年 - 野田幹子所属
- 1998年 - 畑知子所属
- 2010年
  - 青木美保所属
  - 石田順裕所属
- 2020年
  - 原大輔所属

## 現在の所属タレント
- 小林千絵
- 野田幹子
- 青木美保
- 原大輔

## グループ会社
- アクティブ